# Jesiden in Russland
Die Jesiden in Russland sind ein Teil der Jesiden, die nach dem Zerfall der Sowjetunion in den 1990er Jahren aus dem armenischen und georgischen Teil der Sowjetunion nach Russland auswanderten.

## Geschichte
Im Jahr 2009 wurden die Jesiden in Russland als Religionsgemeinschaft anerkannt.
Laut der russischen Volkszählung von 2010 betrug die Anzahl der Jesiden in Russland im Jahr 2010 insgesamt 40.586.

## Persönlichkeiten
- Michail Surenowitsch Alojan (* 1988), Boxer
- Zara (* 1983), Sängerin